# Salacia pyriformis
Salacia pyriformis of Sertularia pyriformis is een hydroïdpoliep uit de familie Sertulariidae. De poliep komt uit het geslacht Salacia. Salacia pyriformis werd in 1936 voor het eerst wetenschappelijk beschreven door Fraser. 